# Amaral (álbum)
Amaral es el título del primer álbum de estudio del grupo español Amaral, lanzado el 18 de mayo de 1998. Consta de trece canciones compuestas por Eva Amaral y Juan Aguirre, que se grabaron en Madrid cuando el dúo decidió trasladarse de su Zaragoza natal a la capital, tras firmar con la discográfica EMI. El primer sencillo elegido para promocionar el disco fue la canción «Rosita». A ella le siguieron otras canciones como «Tardes», «No sé que hacer con mi vida», «Un día más» y «Voy a acabar contigo». Amaral no tuvo demasiada repercusión mediática, siendo a día de hoy el álbum menos vendido de la banda zaragozana. El álbum vendió alrededor de 60 000 copias.

## Lista de canciones
| N.º | Título                        | Escritor(es)                         | Duración |  |
| 1.  | «Rosita»                      | Eva Amaral                           | 2:54     |  |
| 2.  | «Un día más»                  | Eva Amaral                           | 4:21     |  |
| 3.  | «Voy a acabar contigo»        | Eva Amaral, Juan Aguirre             | 3:52     |  |
| 4.  | «Cara a cara»                 | Eva Amaral                           | 3:23     |  |
| 5.  | «Tardes»                      | Juan Aguirre                         | 4:06     |  |
| 6.  | «No existen los milagros»     | Eva Amaral, Juan Aguirre, Enrique G. | 3:40     |  |
| 7.  | «Lo quiero oír de tu boca»    | Eva Amaral, Juan Aguirre             | 3:35     |  |
| 8.  | «Habla»                       | Eva Amaral                           | 3:17     |  |
| 9.  | «1997»                        | Eva Amaral                           | 3:35     |  |
| 10. | «Dile a la rabia»             | Eva Amaral, Juan Aguirre             | 4:29     |  |
| 11. | «Soy lo que soy»              | Eva Amaral, Juan Aguirre             | 3:17     |  |
| 12. | «No sé qué hacer con mi vida» | Juan Aguirre                         | 3:01     |  |
| 13. | «Mercado negro»               | Eva Amaral, Juan Aguirre             | 4:46     |  |

## Posiciones y certificaciones

### Semanales
| País   | Ranking         | Primera semana | Posición de ingreso | Mejor posición | Semanas en la mejor posición | Semanas en el ranking | Última semana |
| ------ | --------------- | -------------- | ------------------- | -------------- | ---------------------------- | --------------------- | ------------- |
| Europa |                 |                |                     |                |                              |                       |               |
| España | Top 100 álbumes | -              | -                   | -              | -                            | -                     | -             |

#### Copias y certificaciones
| País   | Proveedor  | Año | Certificación | Copias certificadas (según IFPI) |
| Europa |            |     |               |                                  |
| España | Promusicae | -   | -             | -                                |